# Жодинська сільська рада
Жодинська сільська рада (біл. Жодзінскі сельсавет) — адміністративно-територіальна одиниця в складі Смолевицького району розташована в Мінській області Білорусі. Адміністративний центр — Борсуки.
Жодинська сільська рада розташована в центральній частині Білорусі, і в центрі Мінської області орієнтовне розташування — супутникові знимки [Архівовано 25 серпня 2011 у WebCite], на північний схід від районного центру Смолевичів.
До складу сільради входять 35 населених пунктів:
- Бабин Ліс • Борсуки • Біла Лужа • Березовиця • Буда • Будагово • Високі Ляди • Глинище • Грядки • Дорожній • Жажілка • Забродіння • Замлиння • Золота Гірка • Калюга • Калюжки • Крута Гора • Лютка • Нові Грядки • Орлове • Осинник • Осове • Острів • Перемежне • Піддуб'я • Прибір'я • Росошне • Росина Поляна • Сухий Острів • Точилище • Трубенок • Чорний Ліс • Яловиця • Ялівка.